# Madchester
Il Madchester, nota anche come baggy, è una scena musicale sviluppatasi nell'area urbana di Manchester tra la fine degli anni ottanta e la metà degli anni novanta. I gruppi che ne facevano parte si caratterizzavano essenzialmente da una originale fusione di alternative rock, rock psichedelico, funk, hip-hop, alternative dance e acid house. Altri elementi identificativi del fenomeno sono le ritmiche ripetitive, l'atteggiamento punk, il frequente utilizzo dell'effetto wah-wah con la chitarra e le strutture delle canzoni che riprendono lo stilema classico della musica pop, ma con arrangiamenti e lunghezza moderni.

## Storia
Sebbene furono diverse le formazioni che si ispirarono ad essa, la scena madchester comprese essenzialmente gli Stone Roses e gli Happy Mondays. Se i primi prendevano strutture del pop rock tradizionale, fondendole con il funk e il rock psichedelico, i secondi avevano sviluppato uno stile musicale che univa synth pop, dance, punk rock e hip hop, mantenendo un'impronta più vicina alla new wave. Nel maggio 1988 gli Happy Mondays pubblicarono il singolo Lazylitis e gli Inspiral Carpets pubblicarono il primo singolo con il nuovo cantante Tom Hingley, Joe. Come gli Stone Roses, gli Inspiral Carpets producevano musica indie rock psichedelica ispirata agli anni sessanta. La scena crebbe grazie anche al successo dei The Charlatans e degli Inspiral Carpets, gruppi dalla forte impronta psichedelica stile anni sessanta. La scena di Madchester tramontò verso la metà degli anni novanta, ma fece da gestazione alla nascita del britpop influenzando gruppi come gli Oasis (Noel Gallagher fece da roadie agli Inspiral Carpets), i Pulp, i Blur e più avanti i Kasabian, gli Infadels e gli Hard-Fi. Il locale di riferimento fu The Haçienda, concepito da Tony Wilson già patron dell'etichetta Factory Records (tra gli artisti a catalogo: Joy Division, New Order e gli stessi Happy Mondays).  Altre formazioni che si ispirarono al fenomeno includono i James e i Farm.